# Дема Леонід Васильович
Леонід Васильович Дема (18 червня 1916 — 17 грудня 2004) — радянський військовий льотчик. Учасник Другої світової війни. Герой Радянського Союзу. Майор.

## Біографія
Народився в 1916 році в с. Михайловка Стерлітамацького району Башкирської АРСР. Росіянин.
Закінчив школу ФЗУ міста Магнітогорська (після ПУ № 39, пізніше Професійне училище № 97). Працював на комбінаті слюсарем-електриком паросилового цеху. Одночасно закінчив Магнітогорський аероклуб, а в 1934 році Казанську школу льотчиків-інструкторів. До початку війни працював інструктором у Челябінському аероклубі.
В армії — з липня 1941 року. Член КПРС з 1942 року. Капітан, помічник командира повітряно-стрілецької служби 112-го гвардійського винищувального авіаполку 10-ї гвардійської винищувальної авіадивізії 10-го винищувального авіакорпусу.
У жовтні 1941 року Л.В. Дема воював на Західному фронті. Його призначили командиром нічного бомбардувальника В-2. На цьому літаку він зробив 95 бойових вильотів. Доставляв продовольство і боєприпаси групі генерала П.А. Бєлова, яка здійснювала рейд по тилах фашистських військ. Вивіз 38 поранених бійців і командирів. Вилітав на бомбардування ворожих військ і бойової техніки. 
До 1 липня 1944 року здійснив 273 бойових вильоти, у 38 повітряних боях збив особисто 17 літаків супротивника і 5 — у групі.
Після війни працював диспетчером в Магнітогорському аеропорту, командиром Халактирського авіазагону (місто Петропавловськ-Камчатський).
Помер у 2004 році. Похований на Правобережному кладовищі.

## Нагороди
- Звання Героя Радянського Союзу (26.10.1944)[4];
- орден Леніна;
- орден Червоного Прапора (06.03.1943)[5];
- орден Червоного Прапора (26.06.1944)[6]
- орден Вітчизняної війни I ступеня (05.06.1943)[7];
- орден Вітчизняної війни II ступеня (06.04.1985)[8];
- орден Червоної Зірки (11.04.1942)[9].

## Пам'ять
- У рік святкування 55-річчя Перемоги Магнітогорському дому оборони присвоєно ім'я Героя Радянського Союзу Деми Л.В. і встановлена меморіальна дошка.
- 5 листопада 2005 року глава міста Є. Карпов і заст. голови ради директорів ВАТ «ММК» А. Морозов вручили вдові Героя Вірі Дмитрівні Демі вищу громадську нагороду РФ — пам'ятну медаль і енциклопедію «Кращі люди Росії».